# Navigator (Satellitenbus)
Navigator ist ein Satellitenbus des russischen Herstellers Lawotschkin. Er wurde erstmals bei dem 2011 gestarteten Wettersatelliten Elektro-L 1 verwendet. In Zukunft soll er vor allem für wissenschaftliche Missionen genutzt werden.

## Technik
Der Navigator-Bus hat eine Leermasse von 850–980 kg und kann bis zu 540 kg Treibstoff aufnehmen. Für die maximal 2600 kg schwere Nutzlast kann eine elektrische Leistung von 600–1150 Watt bereitgestellt werden. Zur Lagestabilisierung sind vier Reaktionsräder vorhanden. Benötigt werden nur drei, sodass eines davon ausfallen kann, ohne den Betrieb zu beeinträchtigen. Bahnkorrekturen werden mit vier Steuertriebwerken mit je 5 Newton Schub vorgenommen; weitere acht Kleintriebwerke mit je 0,5 Newton Schub steuern die räumliche Ausrichtung des Satelliten.

## Einsatz
Der Navigator-Bus ist sehr flexibel ausgelegt, um für möglichst viele Missionen verwendbar zu sein. So ist er gleichermaßen für Satelliten im niedrigen Erdorbit wie für Weltraumteleskope am 1,5 Millionen Kilometer entfernten Librationspunkt L2 geeignet.
Verwendungsbeispiele:
- Elektro-L, ein geostationärer Wettersatellitentyp, der seit 2011 eingesetzt wird. Hier funktionierten beim ersten Exemplar noch nicht alle Systeme des Busses wie geplant.

- RadioAstron (Spektr-R),[2] ein 2011 gestartetes Weltraumteleskop für interferometrische Beobachtungen im Radiobereich. Es befindet sich in sehr hohen und hochelliptischen Erdumlaufbahn von 23.000 km × 315.000 km.[3] Das Teleskop ist seit 2019 außer Betrieb, weil die Kommunikation mit der Bodenstation komplett ausgefallen ist. Die geplante Mindestlebensdauer von fünf Jahren wurde damit überschritten.

- Spektr-RG, ein russisch-deutsches Röntgenobservatorium, das seit 2019 in einem Halo-Orbit um den L2-Punkt des Sonne-Erde-Systems stationiert ist.

- Arktika-M, ein auf Elektro-L basierender Wetter- und Kommunikationssatellitentyp. Es sollen fünf Arktika-Satelliten in hochelliptische Molnija-Orbits gebracht werden. Der erste davon startete im Jahr 2021, der zweite 2023.

- Spektr-UV, ein geplantes UV-Weltraumteleskop. Es soll in den 2030er Jahren in einem geosynchronen Orbit stationiert werden.